# Ihar Ziańkowicz
Ihar Ziańkowicz, biał. Ігар Зяньковіч, ros. Игорь Зенькович, Igor Zieńkowicz (ur. 17 września 1987 w Mińsku, Białoruska SRR) – białoruski piłkarz, grający na pozycji napastnika.

## Kariera piłkarska

### Kariera klubowa
W 2005 rozpoczął karierę piłkarską w BATE Borysów. Nie zagrał żadnego meczu i w następnym roku przeszedł do Niomana Grodno. W 2007 przeniósł się do FK Daryda. Od 2009 broni barw Dynama Mińsk. W 2010 został wypożyczony do Dniapra Mohylew. Od 2013 roku jest natomiast graczem Szachtior Karaganda.